# کای نیمینن
کای نیمینن (انگلیسی: Kai Nieminen؛ زادهٔ ۱۱ مهٔ ۱۹۵۰) شاعر، و مترجم اهل فنلاند است.
وی همچنین برندهٔ جوایزی همچون جایزه اینو لینو شده‌است.